# Karche (Fluss)
Der Karche (auch Karkhe(h), persisch کرخه Karche, DMG Karḫe; arabisch الكرخة al-Karcha, DMG al-Karḫa) ist ein Fluss in Iran.
Der Karche entsteht im Zagros-Gebirge in der Nähe der westiranischen Stadt Pol-e Dochtar aus den Quellflüssen Kaschkan and Seymare, wobei der Namenswechsel zwischen Seymare und Karche auch weiter flussab (bei der Einmündung des Zal an der Grenze zur iranischen Provinz Chuzestan) gesehen wird. Er durchfließt Chuzestan, verläuft dabei in der Ebene nahe der alten Stadt Susa etwa 100 km weit parallel zum Fluss Dez und versickert nach Westen biegend in den Hawizeh-Sümpfen, die sich beidseits der iranisch-irakischen Grenze erstrecken. Durch starke Wasserentnahme und wegen der weitgehenden Austrocknung der Mesopotamischen Marschen erreicht der Karche nur noch bei starkem Frühlingshochwasser dort den Tigris, wo dieser sich mit dem Euphrat zum Schatt al-Arab vereint. 
Der Karche wird bereits in der Bibel erwähnt und hat dort den Namen Ulai (hebräisch: אולי). Aus der Zeit der Achämeniden berichtet Herodot über einen Fluss, den er Choaspes nennt, dass der persische Großkönig Kyros nur Wasser aus diesem Fluss trinke und deshalb auf Reisen stets viele silberne Fässer gefüllt mit gekochtem Choaspes-Wasser mitführe. Heute ist der Fluss vor allem wegen des Karchestaudamms und -Kraftwerks bekannt.